# 普洛德朗
普洛德朗（法語：Plaudren，法語發音：[plodʁɛ̃]）是法国莫尔比昂省的一个市镇，属于瓦讷区。

## 地理
普洛德朗（47°46'44"N, 2°41'33"W）面积41.07 平方千米，位于法国布列塔尼大區莫尔比昂省，该省份为法国西北部沿海省份，位于布列塔尼半岛南部，北起阿摩尔滨海省、西接菲尼斯泰尔省，南濒大西洋，东南接大西洋卢瓦尔省，东临伊勒-维莱讷省。
与普洛德朗接壤的市镇（或旧市镇、城区）包括：普吕姆莱克、特雷迪永、埃尔旺、蒙泰尔布朗、洛凯尔塔斯、圣让布雷沃莱。

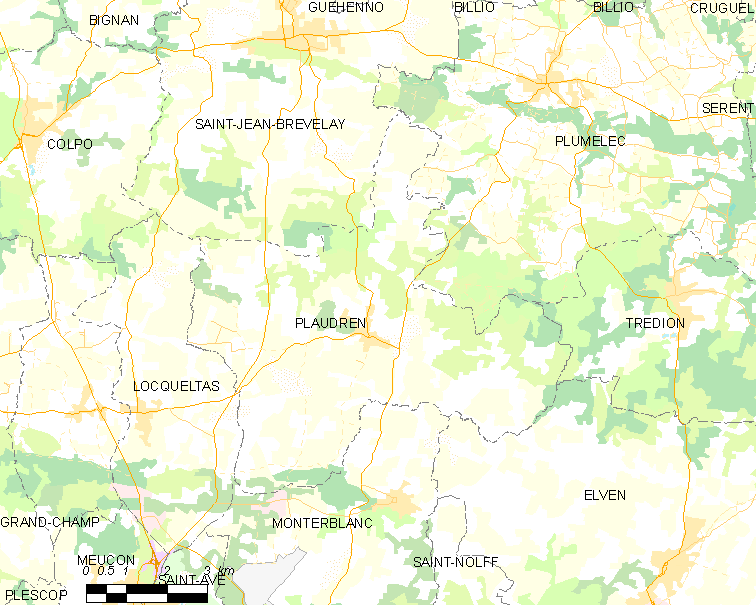
普洛德朗的OSM定位图

普洛德朗的时区为UTC+01:00、UTC+02:00（夏令时）。

## 行政
普洛德朗的邮政编码为56420，INSEE市镇编码为56157。

## 政治
普洛德朗所属的省级选区为格朗尚县。

## 人口

1962-2008年间普洛德朗人口变化图示

普洛德朗于2022年1月1日时的人口数量为1970人。